# Загроза вибуху
Загроза вибуху — погроза підірвати вибуховий пристрій, аби завдати шкоди майну, спричинити смерть та поранення або викликати страх.
Тривога, пов'язана із загрозою вибуху — стан тривоги, оголошений уповноваженим органом з метою нейтралізації можливих наслідків, пов'язаних з надходженням загрози від анонімного джерела, або обумовлений виявленням підозрілого пристрою чи предмета на борту повітряного судна, в аеропорту або в межах розташування будь-якого об'єкта, засобу чи служби цивільної авіації.